# Gmina związkowa Hahnstätten
Gmina związkowa Hahnstätten (niem. Verbandsgemeinde Hahnstätten) − dawna gmina związkowa w Niemczech, w kraju związkowym Nadrenia-Palatynat, w powiecie Rhein-Lahn. Siedziba gminy związkowej znajdowała się w miejscowości Hahnstätten.

## Podział administracyjny
Gmina związkowa zrzeszała dziesięć gmin wiejskich (Gemeinde):
1. Burgschwalbach
2. Flacht
3. Hahnstätten
4. Kaltenholzhausen
5. Lohrheim
6. Mudershausen
7. Netzbach
8. Niederneisen
9. Oberneisen
10. Schiesheim

1 lipca 2019 gmina związkowa została połączona z gminą związkową Katzenelnbogen tworząc nowa gminę związkową Aar-Einrich. 